# Niederwinkling
Niederwinkling är en kommun och ort i Landkreis Straubing-Bogen i Regierungsbezirk Niederbayern i förbundslandet Bayern i Tyskland. 
Den tidigare kommunen Waltendorf uppgick 1 januari 1971 i Niederwinkling följt 1 januari 1978 av kommunerna Espern, Haag, Hagengrub, Lenzing och Welchenberg.
Kommunen ingår i kommunalförbundet Schwarzach tillsammans med köpingen Schwarzach och kommunerna Mariaposching och Perasdorf.